# Divisão N.º 14 (Manitoba)
A Divisão N.º 14 é uma das vinte e três divisões do censo da província de Manitoba no Canadá. A área faz parte da Região de Interlake, no centro-sul de Manitoba. A população da divisão era 18.118 a partir do censo de 2006.